# Konia
Konia es un género de peces de la familia Cichlidae. Es endémico del lago Barombi Mbo, en Camerún. Fue descrito por Ethelwynn Trewavas en 1972.

## Especies
- Konia dikume Trewavas, 1972
- Konia eisentrauti (Trewavas, 1962)